# Serranus subligarius
Serranus subligarius es una especie de peces de la familia Serranidae en el orden de los Perciformes.

## Morfología
Los machos pueden llegar alcanzar los 10 cm de longitud total.

## Distribución geográfica
Se encuentra desde Carolina del Norte hasta Florida y Texas. También en México y Cuba.